# 111. pehotni polk (Italija)
111. pehotni polk Piacenza je bil pehotni polk Kraljeve italijanske kopenske vojske.

## Zgodovina
Med prvo svetovno vojno je bil polk nastanjen na soški fronti in med drugo svetovno vojno v Italiji.